# Os Cavaleiros do Zodíaco: A Lenda do Santuário
Saint Seiya: Legend of Sanctuary (聖闘士星矢: Legend of Sanctuary no original ou Brasil: Os Cavaleiros do Zodíaco: A Lenda do Santuário e Portugal: Cavaleiros do Zodíaco: Lenda do Santuário), é o sexto filme da série Os Cavaleiros do Zodíaco, e o primeiro filme de uma nova série totalmente em CGI. O filme estreou 21 de junho de 2014 no Japão. No Brasil foi lançado pela distribuidora Diamond Films no dia 11 de setembro em cerca de 300 cinemas do país.[carece de fontes?]
Masami Kurumada, autor original da franquia, atuou como produtor executivo no longa.

## Sinopse
A história do filme gira em torno de Saori Kido, uma jovem que descobre ter um misterioso poder. Ao lado dos jovens cavaleiros de bronze Seiya, Shiryu, Hyoga, Shun e Ikki, Saori deve ir ao Santuário retomar seu lugar como Atena, a deusa protetora da Terra. Porém, para chegar à sala do Grande Mestre, aquele que tentou matá-la quando bebê, os cavaleiros de bronze e Saori deverão passar pelas 12 Casas protegidas pelos incríveis cavaleiros de ouro.

## Elenco de dubladores
O elenco de dubladores do filme consiste em:[carece de fontes?]
| Personagem                 | Dublador japonês   | Dublador brasileiro   |
| -------------------------- | ------------------ | --------------------- |
| Saori Kido (Atena)         | Ayaka Sasaki       | Letícia Quinto        |
| Seiya de Pégaso            | Kaito Ishikawa     | Hermes Baroli         |
| Shiryu de Dragão           | Kenji Akabane      | Élcio Sodré           |
| Hyoga de Cisne             | Kenshō Ono         | Francisco Brêtas      |
| Shun de Andromeda          | Nobuhiko Okamoto   | Ulisses Bezerra       |
| Ikki de Fênix              | Kenji Nojima       | Leonardo Camilo       |
| Mu de Áries                | Mitsuru Miyamoto   | Marcelo Campos        |
| Aldebaran de Touro         | Rikiya Koyama      | Ronaldo Artnic        |
| Saga de Gêmeos             | Kōichi Yamadera    | Gilberto Baroli       |
| Máscara da Morte de Câncer | Hiroaki Hirata     | Paulo Celestino Filho |
| Aiolia de Leão             | Gō Inoue           | Luiz Antônio Lobue    |
| Shaka de Virgem            | Mitsuaki Madono    | Carlos Silveira       |
| Milo de Escorpião(Mulher)  | Masumi Asano       | Sílvia Goiabeira      |
| Aiolos de Sagitário        | Toshiyuki Morikawa | Paulo Porto           |
| Shura de Capricórnio       | Shinji Kawada      | Fábio Moura           |
| Camus de Aquário           | Daisuke Namikawa   | Mauro Castro          |
| Afrodite de Peixes         | Takuya Kirimoto    | Tatá Guarnieri        |

## Dublagem
A versão brasileira do filme foi produzida na Dubrasil, estúdio responsável pela dublagem de tudo que envolve a série desde 2008. O elenco original dos dubladores foi mantido, com a exceção do dublador Valter Santos que faleceu em 24 de dezembro de 2013. A direção da dublagem foi feita po Zodja Pereira e Hermes Baroli.